# Бейблейд: Вибух
Бейблейд: Вибух (яп. ベイブレードバースト, англ. Beyblade Burst) — японська манґа Хіро Моріти, створена за мотивами оригінальної франшизи «Бейблейд». Манґа видається видавництвом «Shogakukan» у журналі «CoroCoro Comic» із серпня 2015 року. Однойменну назву також має серія іграшок-дзиґ. За манґою у 2016 році студією OLM була створена низка аніме-адаптацій. Перший сезон аніме почав транслюватися 4 квітня 2016 року в телемережі TXN. Всього налічується 6 сезонів серіалу — 3 телевізійних і 3 ONA-серіали. Українською мовою аніме-серіал демонструвався на телеканалі «ПлюсПлюс» з 11 вересня 2017 року. Українською дубльовано студією «1+1» на замовлення телеканалу.

## Сюжет

### Бейблейд: Вибух (2016—2017)
Історія обертається навколо хлопчика Волта Аоя та його однокласників, які змагаються на турнірах за титул найсильнішого блейдера Японії. І також здолати непереможного Луї Широсаги.

### Бейблейд: Вибух. Еволюція (2017—2018)
Волта, який брав участь у чемпіонаті Японії, було покликано до престижної іспанської команди «Бі Сі Сол» і він вирушає до Іспанії. Його перша битва в Іспанії залишила свій бей з можливістю розвиватися. З їхніми визначними пам'ятками у світі, Волт та його друзі починають свій виклик для Світової Ліги.

### Бейблейд: Вибух. Турбо (2018—2019)
Через два роки після Міжнародного Кубка блейдерів, Волт знайомиться з Айґером Акабане, який виріс у природі. Після боротьби з Волтом, він став натхненним здобути титул найсильнішого блейдера світу. Айґер прагне боротися з сильними противниками, прагнучи посилити себе. Щоб перемогти Волта Аоя і стати чемпіоном світу, Айґер починає свій шлях.

### Бейблейд Вибух: Зліт (2019—2020)
Легендарний блейдер Волт Аой тренувався з наступним поколінням елітних Блейдерів в іспанській команді «Бі Сі Сол». Одного дня початківці Данте Кор'ю та Дельта Закуро разом з Волтом звільняли силу Ґамма-Бея — Сворд Волтраєка. 
Це був для них сюрприз, в битві Волтраєк покрився золотим світлом. Це було щось за межі можливого. «Гіпер-Рух» — так звалася сила золотого сяйва, за цим спостерігали Данте та Дельта. Вони захоплювалися цією Ґамма-еволюцією.
Данте та його партнер Ейс Дрегон, прилетіли в Японію — батьківщину Бейблейду. Але так швидко вони не могли піднятись до слави. Ворожнеча між Ґамма-Беєм стояла на шляху, тому, щоб йти до цілі потрібно дуже наполегливо змагатись. Данте скоро реалізує свою мрію, в цьому йому допоможе Дрегон.
Чи зможе Данте та Дрегон подолати ці перепони? Чи зможе він вивільнити «Гіпер-Рух»? Ось тут і починаються пригоди Данте та Дрегона у світі Бейблейду!

### Бейблейд Вибух: Сплеск (2020—2021)
Двоє братів Хізаші — Хікару та Х'юґа коли побачили, битву Сайласа Карлайла, Волта Аойя, Рантаро Кіями надихнулися новою Революцією Блейдингу! Жага перемогати у Бейблейд аж кипіла, тому Хікару і Х'юґа закортіли створити собі Революційні Беї — Колосал Геліос та Супер Гіперіон. Одразу вони захотіли позмагатися із Волтом! Першим змагався Х'юґа, але нічого особливого у ньому поки, що не було — як зауважив Сайлас, а от Хікару природжений Блейдер, адже він вцілів після першого удару Волтраєка, і майже пробудив свій дух! 
Ось і починається нова Блискавична Революція! Чи зможе Хікару та Хьюґа пробудити справжню силу?! Чи подолають вони легенд?! Дізнаємося!

### Бейблейд Вибух: КвадДрайв (2021—2022)
Пройшло кілька місяців після фіналу Суперкомандної Ліги, чутки поширюються про, так зване, кладовище для Беїв, які також звуться — «Фантомні Ворота». 
Керує Фантомними Воротами, ніхто інший, як Темний Принц — Бел Дайзора, котрий змагається зі своїм Квадробеєм — Дестракшен Белфайєром. Він кидає виклик усім блейдерам світу, аби показати, що він нездоланний.
Одним із його перших супротивників є Бейблейд-чемпіон із Бразилії — Ранцо Кіяма.
Згодом Бел і Ранцо вчаться й практикуються в прокачуванні навичок проти різноманітних опонентів.
Завіса підіймається перед Темним Принцом і його пригодами до слави й світового чемпіонства!

## Персонажі

### Головні

#### Бейблейд: Вибух
- Волт аой  — непосидючий хлопчик, який любить Бейблейд, та любить пригоди, головний герой 1 та 2 сезонів. Його Бей: Вікторі Волтраєк, Генезис Волтраєк, Страйк Волтраєк. Капітан «Бі Сі Сол» та колишній капітан та засновник Бейклубу Академії Бейгоми. Після перемоги над Шу у Міжнародному Кубку блейдерів став найкращим блейдером світу і став лідером Великої П'ятірки. Турбо-бей Волта Вандер Волтраєк, Турбо Волтраєк. Нова еволюція в Зліт-сезоні це Сворд Волтраєк.
У новому Сплеск-сезоні його бей переродився в Брейв Волтраєк. З'явився у КвадроДрайв-сезоні із Беєм — Тандер Волтраєк. Еволюція його Бея: Супер Волтраєк.
- Шу Куренай (Червоноок) — вундеркінд, талановитий хлопець, один із Неперевершеної Четвірки. Найкращий друг Волта. Головний антагоніст 2-го сезону. Його Бей: Сторм Спрайзен, Ледженд Спрайзен, Спрайзен Реквієм. У 1 сезоні був членом Бейклубу Академії Бейгоми. На початку 2-го сезону грав за американську команду Рейджін Булз, але після програшу Фрі перейшов у Зміїне Кубло (Снейк Піт) і став Червонооком. Луї розкрив його особистість, але він і досі називав себе Червонооком. Отримавши Спрайзена Реквієма, Шу потрапляє під його контроль, але визволяється з-під нього, після того, як Волт його переміг. Після Міжнародного Кубка блейдерів увійшов до Великої П'ятірки. Після великих випробувань не здається, стає вчителем Фубукі Суміє, новим власником Рейджін Булз і еволюціонує до Турбо Спрайзена, щоб бути на рівні з сильними суперниками. Він також з'явився у новому Сплеск-сезоні з Ворлд Спрайзеном. З'явився у КвадроДрайв-сезоні із Беєм — Астраль Спрайзен.
- Рантаро Кіяма — найкращий друг Волта та запальний хлопець, його кличка «Крутий Перець», полюбляє солодке, завжди ходить із льодяником. Його Бей: Рейджінґ Роктавор, Берсерк Роктавор. Член «Бі Сі Сол» і колишній член Бейклубу Академії Бейкоми. Разом зі своїм братом об'єднались і у Сплеск-сезоні зробили Ґлайд Роктавора.
- Кен Мідорі, Бесу, Керу — загадковий хлопчина, «лялькоголовий», його дві ляльки які говорять замість Кена це Керу та Бесу. Його Бей: Кінґ Кербеус. Колишній член Бейклубу Академії Бейкоми, а згодом він вступив до «Чудиськ». У 2 сезоні його бей не з'являвся.
- Дайго Курогамі — друг Волта, бере силу з тіні. Колишній член Бейклубу Академії Бейкоми. У 2 сезоні став капітаном Французької команди «Ей Ес Галус». Його бей: Дарк Думсайзор, Крашер Думсайзор.
- Вакія Мурасакі — зухвалий та трішки егоїстичний хлопчик, однак згодом — друг Волта. Колишній член Бейклубу Академії Бейкоми, капітан «Сан Бат Юнайтед». Беї: Вайлд Вайврон, Темпест Вайврон. У Сплеск-сезоні він повернувся із Джет Вайвроном. Також передбачається його поява в 6 сезоні Бейблейд під назвою «Beyblade Burst QuadDrive». В оригінальній япономовній версії його ім'я звучить як — Вакія Комурасакі.
- Токо Аой — молодший брат Волта, близнюк Ніки. Бей: Спірал Трептун. Член Бейклубу Академії Бейкоми, а також її капітан на час від'їзду Фубукі. В оригінальній япономовній версії його звуть Таканатсу Аоі.
- Ніка Аой — молодша сестра Волта та близнючка Токо. Бей-тренер Бейклубу Академії Бейкоми з 3-го сезону.
- Луї Шіросаґі — сильний блейдер, один із Неперевершеної Четвірки та Великої П'ятірки. Найкращий блейдер Японії (до 3 сезону) і 2-й блейдер світу до Міжнародного Кубка блейдерів., Беї: Лост Луїнор, Найтмейр Луїнор. У 1 сезоні розтрощив Спрайзена. Його Бей у 3-му сезоні це Брутал Луїнор. З'явився у новому Сплеск-сезоні із Беєм — Рейд Луїнор. З'явився у КвадроДрайв-сезоні із Беєм — Ґилті Луїнор. В оригінальній япономовній версії його ім'я звучить як — Луї Шірасаґіджо.
- Ксандер Шакадера — хлопець із м'язистою статурою, бо з дитинства займається бойовими мистецтвами, бодибілдингом та качає м'язи свого тіла, один із Неперевершеної Четвірки. Попри те, що Ксандер великого росту, він одноліток Волта та Шу. Коротке ім'я Ксандер. Найкращий друг Волта та Шу, бо вони разом ходили до одного дитячого садка. Відноситься до Волта як до молодшого брата. Також Ксандер найкращий друг брата та сестри Волта — Токо та Ніки. Одним словом, Ксандер найкращий друг родини Аой, бо він дуже полюбляє випічку мами Волта-Чихару Аой, особливо Ксандер полюбляє бей-хліб у формі бея. Його найулюбленіший бей-хліб у формі бея—Сердж Екскаліус. Має свій Бей-клуб «Вогняні Мечі», але він покинув його і у 2-му сезоні перейшов до Ес Бі Ріос і с того часу живе у Бразилії, а капітаном бей-клубу «Вогняні мечі» призначив свого друга-скейтбордиста Квона Лимона. Окрім бойових мистецтв та бодибілдингу займається йогою. В майбутньому хоче навчити Волта бойовим мистецтвам. У 3-му сезоні став вчителем блейдера Ксав'єра Боґарда. Могутній Блейдер із своїми Бейями: Ксено Екскаліус, Сердж Екскаліус. Колишній член Великої П'ятірки. Майстер бойових мистецтв. Мріє стати чемпіоном світу з бейблейду. Також у майбутньому Ксандер мріє стати професійним бодібілдером.
- Закарі Канегуро (Зак) — блейдер та співак у Японії, дуже популярний та один із Неперевершеної Четвірки. Разом із бейєм: Зілліон Зейтрон дуже потужний. Його псевдонім Зак-ранкове сонце.
- Бен Азукі — капітан «Чудиськ». Бей: Біст Бетромос.
- Орочі Ґінба — блейдер, який чує кінець битви, коли вона ще не відбулася. Бей: Омні Одакс.
- Юго Нансуй — блейдер-самурай. Входить в команду «Вогняні Мечі». Права рука Ксандера. Бей: Юґен Єґдріон.
- Юкіо Кібукі — псевдонім «Тінь». Блейдер, який зникає та з'являється ні звідки. Знаходиться в команді «Вогняні Мечі». Бей: Убер Юнікрест.

#### Бейблейд: Вибух. Еволюція
Окрім цих персонажів, вищеперелічені персонажі теж з'являлись. Тут список головних персонажів, що дебютували саме в цьому сезоні.
- Фрі де Ла Хойя — Найкращий блейдер Світу до того, як програв Волту на Міжнародному кубку блейдерів. Член Великої П'ятірки, колишній капітан «Бі Сі Сол». Бей: Драйн Фафнір. Після напружених тренувань та знань про нову Турбо-Еволюцію, разом із Раулем створив собі Ґайста Фафніра. З'явився у Сплеск-сезоні із Беєм — Міраж Фафнір. З'явився у КвадроДрайв-сезоні із Беєм — Ваніш Фафнір.
- Сайлас Карлайл — егоїстичний та грубий блейдер, згодом — друг Волта. Колишній член «Санбат Юнайтед», член «Бі Сі Сол». Після Міжнародного Кубка блейдерів увійшов до Великої П'ятірки. Його бей: Кінетик Сатумб. З'явився у Сплеск-сезоні із Кюрс Сатумбом.
- Куза Аккерман — жвавий блейдер-акробат. Колишній член «Топ Ванд», член «Бі Сі Сол». Бей: Альтер Коґнайт.
- Кіт Лопес — член юніорської групи «Бі Сі Сол», син Ендж Лопез — шеф-кухаря «Бі Сі Сол». У 3-му сезоні він створив собі так званий «Повітряний Бей»: Еір Найт.
- Крістіна Курода (Кріс) — менеджер та власниця «Бі Сі Сол». Онука Джинбея Курода — колишнього власника «Бі Сі Сол».
- Рауль — Бей-Тренер «Бі Сі Сол». В оригінальній япономовній версії його ім'я звучить як — Зоро.

#### Бейблейд: Вибух. Турбо
- Айґер Акабане — хлопчик, який виріс у природі. Дізнавшись про Турбо Беї миттю захотів, щоб б його батько зробив йому теж Турбо Бей. Але батько не погодився й Айґер вирішив зробити собі Бей власноруч. Його Бей: Зі Ахіллес, Турбо Ахіллес. Нова еволюція у Бейблейд Вибух. Зліт — Унісон Ахіллес. З'явився у Сплеск-сезоні разом із вірним Інфініті Ахіллесом. В оригінальній япономовній версії його ім'я звучить як — Айґа Акаба. Чинний чемпіон світу з бейблейду.
- Фубукі Суміє — учень Шу Куреная. Найкращий друг Айґера. Гравець національного рівня, переможець Національного Турніру між 2 та 3 сезонами. Колишній капітан Бейклубу Академії Бейгоми. Його Бей: Емперор Форнеус. В оригінальній япономовній версії його ім'я звучить як — Фубукі Сумі.
- Ранджіро Кіяма — молодший брат Рантаро. Найкращий друг Айгера. Теж полюбляє льодяники. Блейдер, який перший подолав Фубукі. Лідер Дикої Бей-Банди. Кличка «Капітан». Бей: Краш Роктавор. Разом із Рантаро Кіямою відродили Роктавора у Ґлайд Роктавора, щоб показати усім, що таке справжня бойова іскра!
- Суо Ґенджі — дивний хлопчина, який показує свою силу в битві. Він практично не здоланний гравець. Входить до команди «Бейклуб Академії Бейгоми» і є заступником Фубукі. Зробивши Бей він став злим, бо був під контролем Саламандри. Після того, як Суо програв Токо в королівській битві, він визволяється з-під його контролю. Бей: Хіт Саламандер. В оригінальній япономовній версії його ім'я звучить як — Суо Ґошуїн.
- Хей-джин О — потужний Блейдер і вправний лучник. Дійшов до пів фінальних битв у Кубку Луйнора. Бей: Арчер Геркулес. В оригінальній япономовній версії його ім'я звучить як — Гуоі О.
- Фай — непереможний Блейдер один із Турбо-Четвірки. Бей: Рівайв Фенікс, Дред Фенікс. Старший брат Гайда. Має темну силу, за допомогою якої він знищив Вайз Леопарда, Зі Ахіллеса, Дред Хейдіса. Фенікс під час резонансу змінюється, під час нього бей трансформується колір у Дарк Фенікс.принц Іспанії нащадок бурбонів
- Гайд — один із Турбо-Четвірки. Своєю злою харизмою та жаги до перемоги, чесно завоював титул чемпіона. У нього настільки сильний зв'язок з беєм, що коли його бея б'ють в битві, то біль бея він відчуває на собі, і тоді він всіх руйнує. Бей: Дред Хейдіс, якого згодом знищив Рівайв Фенікс. В оригінальній япономовній версії його ім'я звучить як — Хартс.
- Каунд Найтфелл — злодій-фантом, який перше досліджує Бей, а потім забирає його. Любить влаштовувати комусь пастки. Гість Дред Тауера. В манзі його Беї: Шадоу Аматеріус, Шадоу Орікалкум. В аніме його Бей: Ф'южн Атер. Герой манґи. В оригінальній япономовній версії його ім'я звучить як — Каунд Найт.
- Доктор Івел — божевільний доктор, який збирає інформацію про беїв та вдосконалює свої винаходи. Найбільші його винаходи це — його Бей: Орб Енґард та Сонячна Арена з Лефт Астро та Райт Артеміс.
- Кайл Хакім — таємничий блейдер під маскою собаки. Його місія перемогти усіх, та дізнатися пригоди та прийоми гравців та їхніх беїв. Сам блейдер з'явився у 18 серії на Кораблі Привидів, лякаючи усіх. Бей: Хазард Кербеус.
- Ксав'єр Боґард — учень відомого та непереможного гравця Ксандера Шакадери. Він справжній принц, майстер бойових мистецтв, член Турбо-Четвірки. Бей: Брейкер Екскаліус. В оригінальній япономовній версії його ім'я звучить як — Жан Боґард.
- Лабан Ваннот — блейдер із природи, один із Турбо-Четвірки. Найкращий віщун у цілому світі. Бей: Вайз Леопард, був знищений у 24 серії Рівайв Феніксом.

#### Бейблейд Вибух: Зліт
- Данте Кор'ю — хлопчина, який мріє стати найкращим у світі. Вдосконалюючи свій Бей: Ейс Дракон мріє здолати всіх нездоланних блейдерів. Член іспанської команди «Бі Сі Сол», друг Волта, та новий член клубу «Переможці». Інші енергетичні прошарки його Бея: Ґліф Дракон та Рок Дракон. У 31 серії Данте створює з трьох прошарків, один — Комменд Дракон. В оригінальній япономовній версії його ім'я звучить як — Драм Кор'ю. З'явився у Сплеск-сезоні із Темпест Драконом.
- Армен Кусаба — перший суперник Дракона та Данте. Теж мріє стати найкращим. Кинув виклик Волту в 4 епізоді. Бей: Бушін Ашиндра. Хлопчина, який змінює окуляри на бандану перед битвою. Член клубу «Переможці». В оригінальній япономовній версії його ім'я звучить як — Амане Кусаба.
- Така Кусаба — молодший брат Армана Кусаби. У першій серії позичив бей у брата. Обожнює вести прямі трансляції.
- Дельта Закуро — друг Волта. В одній із серій зробив собі Бей: Веном Деволос. Спостерігаючи за битвами Волта та Данте вдосконалюється. Спокійний хлопець. Член команди «Бі Сі Сол». Учасник «Трійки Піднесених». Еволюція бея: Ірейс Деволос. У подальшому знищенні, відродив Деволоса у Майстер Деволос. В оригінальній япономовній версії його звуть Дельта Акане.
- Фумія Кіндо — лідер команди «Вогнекрила». Бей: Візард Фафнір. Старший брат Ічіки Кіндо.
- Джо Лазур — відчайдух що подорожує, при запуску завжди підкидає монету з зображенням клоуна. Якщо клоун посміхається означає він переможе, а якщо ні, тоді програє. Покладається на Міс Удачу. Король ва-банку. Бей: Джаджмент Джокер.
- Лодін Хайджима — другий антагоніст 4 сезону, невідомо звідки в нього бей Луї, так само як і у Фумії. Сильний хлопчина, завжди тренується у басейні на Бей Карнавалі. Бей: Зон Луїнор.
- Фенґ Гоуп — хлопець, який заволодів легендарним Беєм Гармоні Пегасусом. Його називають «Повітроголовим». Став найкращим другом-суперником Данте. Член «Трійки Піднесених».
- Блінт ДеВой — таємничий маляр, який малює внутрішній світ людини. Його Бей це таємничий — Даск Балкеш. Член «Трійки Піднесених».
- Артур Переґрін — особистість, про яку небагато відомо, але чітко показано, що він дуже непокірний; не виявляє поваги до будь-яких правил чи етикету. Його бей: Прайм Апокаліпс.
- Ґвін Рейнолдс — таємничий Блейдер. Гвін дуже розумний хлопчина, з дитинства полюбляв математику. Вмів розрахувати рух, швидкість, напрямок будь-якого предмета. Поки не почув, що Артур хоче знищити Данте та Драґона, щоб не було зайвої перепони, Гвін також захотів це зробити — хоча дуже добре товаришував з Данте. В 49 (25А) епізоді у безвихідній ситуації, замість того, щоб прийняти допомогу від Данте і знову потоваришувати відмовився вдаривши руку Данте, і цим програвши картавши себе. У 51 (26А) епізоді напряму хоче здолати Данте, через зраду. Його бей — Роял Генезис. У 41 епізоді він створив новий бей — Екліпс Генезис. В 52 (26В) серії, зрозумів, що Блейдинг це не руйнування і розпач, а спорт який захоплює бойовий дух і веде у добрі вчинки!

#### Бейблейд Вибух: Сплеск
- Хікару Хізаші — хлопчина, який полюбляє синій колір. Резонує у добру сторону із Колосал Геліос. Його брат Х'юґа Хізаші. Люблять поспати та побешкетувати із друзями. У 1 та 2 епізодах натхненні битвою Волта, Сайласа та Рантаро. Капітан клубу Комети. Еволюція його Бея: Геліос Блейзбрінґер. (Геліос Вогненосник)
- Х'юґа Хізаші — брат Хікару, полюбляє червоно-оранжевий колір. Після битви Сайласа, Волта та Рантаро, одразу ж зі своїм братом зробили Блискавичні беї. Його Блискавичний бей — Супер Гіперіон. Член клубу Комети. Вони готові до жорстких двобоїв, щоб довести що Блейдинг це добро! Еволюція його Бея: Гіперіон Флеймбрінґер (Полум'яносник).
- Чак — веселий хлопець. Член клубу Комети.
- Ґай — бей-дослідник. Розумний хлопець. Член клубу Комети.
- Рейна — розумна, весела дівчинка. Любить пофотографувати та знімати відео. Член клубу Комети.
- Лейн Вальхалла — головний антагоніст 5 сезону, мріє розчавити Хікару і Х'юґу. Колишній учень Шу Куреная. Його бей: Векс Лушис, до нього: Ориджін Уранус. Також він еволюціонував свій Бей після битви із Шу Куренаєм, його оновлений партнер — Лушис Ендбрінґер. (Кінцевоносник)

#### Бейблейд Вибух: КвадДрайв (QuadDrive)
- Бел Дайзора — головний протагоніст нового сезону. Зве себе, як Темний Принц. Мріє розбити всіх і кожного хто скаже, що сильніший за нього. «Якщо думаєте, що у вас є навички перемогти, то приходьте змагатись» (фраза із трейлеру). Його бей — Дестракшен Белфайєр.  Зазнав невдачі від Рашада Ґудмена, що призвело до фатальної руйнації Белфайєр. Опісля чого, еволюціонував Бея до оновленої «Овердрайв»-системи, відтепер змагається разом із Девестейт  Белфайєр.
- Ранцо Кіяма — родич братів Кіяма із Бразилії, також не став винятком і має бей — Ґлайд Роктавор, але в першій серії, неочікувано для всіх, його Бей був зруйнований, і тому, Бел як компенсація, допоміг йому у створенні КвадроДрайв-Бея: Циклон Роктавора.
- Башара Суйро — хлопчина із світлим волоссям, не дуже вправний Блейдер, але з сильним ентузіазмом. Його Блискавичний Бей: Деміс Соломон. У 14 серії створив новий бей — Роар Балкеш.
- Рашад Ґудмен — хлопець із Бі Сі Сол, котрий є дуже палким фанатом Волта Аойя, слідував його урокам і вчинкам, та вирішив створити собі Червоного Тандер Волтраєка. До певної серії змагався з ним, але після того, як він розтрощив Бела та Белфайєра, та опісля того, як він програв Белу та його Овердрайв-Еволюції, вирішив не пасти задніх і створити також Овердрайв-Бей: Глорі Регнар. (У яп. версії Бей має назву: Ґрейтест Рафаїл). Прозвав себе Верховним Королем.
- Ханна Суйро — сестра Башари, являється блейдеркою, але немає особливого бея
- Ілія Мао — перша дівчина-блейдерка (із своїм Беєм, а не збірним), колишня учасниця Бі Сі Сол. Зараз, вона доволі сильний Блейдер, і любить по-приколюватись. Зробила Бела своїм слугою в одній із серій. Її Бей, це вперше Бей, який не представляє собою системи Динамітної Битви, а навпаки, представляє КвадроДрайв-систему, котру адаптували Хазбро. Тобто, можна сказати, що її Бей це Бей, який спочатку було створено в компанії Hasbro, а не Takara Tomy. Її Бей: Магма Іфритор (у яп. версії просто Магма Іфрит).

## Список серій

### Бейблейд: Вибух (2016—2017)
| Номер | Назва                                     | Дата показу в TV Tokyo | Дата показу в ПлюсПлюс |
| ----- | ----------------------------------------- | ---------------------- | ---------------------- |
| 1     | Покажи Їм, Волтраєку!                     | 4 квітня 2016          | 11 вересня 2017        |
| 2     | Кербеус: Сторожовий Пес Підземного Світу! | 11 квітня 2016         | 12 вересня 2017        |
| 3     | Реактивний Швидко-Запуск!                 | 18 квітня 2016         | 13 вересня 2017        |
| 4     | Клуб Блейдерів — Починаймо!               | 25 квітня 2016         | 14 вересня 2017        |
| 5     | У Темряву! Дарк Думсайзор!                | 2 травня 2016          | 15 вересня 2017        |
| 6     | Готуйся! Інтенсивний Курс!                | 9 травня 2016          | 18 вересня 2017        |
| 7     | Блиско-Запуск! Супер-Швидкість!           | 16 травня 2016         | 19 вересня 2017        |
| 8     | Могутній Суперник! Хайпер Хурусуд!        | 23 травня 2016         | 20 вересня 2017        |
| 9     | Вайврон на Заваді!                        | 30 травня 2016         | 21 вересня 2017        |
| 10    | Забуть про це! Вір у Волтраєка!           | 6 червня 2016          | 22 вересня 2017        |
| 11    | Відчай Спрайзена!                         | 13 червня 2016         | 25 вересня 2017        |
| 12    | Загроза Щито-Удару!                       | 20 червня 2016         | 26 вересня 2017        |
| 13    | Випробування Шу!                          | 27 червня 2016         | 27 вересня 2017        |
| 14    | Обіцяна Битва!                            | 4 липня 2016           | 28 вересня 2017        |
| 15    | Жортска Битва! Волтраєк проти Спрайзена!  | 11 липня 2016          | 29 вересня 2017        |
| 16    | Фірмовий Урок! Фірмова Шакадера!          | 18 липня 2016          | 2 жовтня 2017          |
| 17    | Екстремальний Екскаліус!                  | 25 липня 2016          | 3 жовтня 2017          |
| 18    | Командна Битва! Крутіше не Буває!         | 1 серпня 2016          | 4 жовтня 2017          |
| 19    | Роктавор проти Юнікреста!                 | 8 серпня 2016          | 5 жовтня 2017          |
| 20    | Всі Разом! Ланцюго-Запуск!                | 15 серпня 2016         | 6 жовтня 2017          |
| 21    | Битва Дружби!                             | 22 серпня 2016         | 9 жовтня 2017          |
| 22    | Пробудження Волтраєка!                    | 29 серпня 2016         | 10 жовтня 2017         |
| 23    | Самотній Думсайзор!                       | 5 вересня 2016         | 11 жовтня 2017         |
| 24    | Повна Потужність. Саме Так!               | 12 вересня 2016        | 12 жовтня 2017         |
| 25    | Таємничий Блейдер у Масці!                | 19 вересня 2016        | 13 жовтня 2017         |
| 26    | Дамо Жару!                                | 26 вересня 2016        | 16 жовтня 2017         |
| 27    | Тренувальні Збори! Зубаста Арена!         | 3 жовтня 2016          | 17 жовтня 2017         |
| 28    | Гори! Річки! Велика Штормова Пригода!     | 10 жовтня 2016         | 18 жовтня 2017         |
| 29    | Зосередься на Меті!                       | 17 жовтня 2016         | 19 жовтня 2017         |
| 30    | Крилатий Змій! Кветціко!                  | 24 жовтня 2016         | 20 жовтня 2017         |
| 31    | Урок від Легенди!                         | 31 жовтня 2016         | 23 жовтня 2017         |
| 32    | Сила Циклону!                             | 7 листопада 2016       | 24 жовтня 2017         |
| 33    | Мега-Вогні! Подвійні Шаблі!               | 14 листопада 2016      | 25 жовтня 2017         |
| 34    | Чудиська Показують Зуби!                  | 21 листопада 2016      | 26 жовтня 2017         |
| 35    | Звірина Атака! Біст Бетромоз!             | 28 листопада 2016      | 27 жовтня 2017         |
| 36    | Піднесення Наїзників!                     | 5 грудня 2016          | 30 жовтня 2017         |
| 37    | Наступна зупинка — фінал!                 | 12 грудня 2016         | 31 жовтня 2017         |
| 38    | Битва до кінця! Лост Луїнор!              | 19 грудня 2016         | 1 листопада 2017       |
| 39    | У круговерть! Загублена спіраль!          | 26 грудня 2016         | 2 листопада 2017       |
| 40    | Усі разом! Кожен окремо!                  | 9 січня 2017           | 3 листопада 2017       |
| 41    | Пастка Непстріуса!                        | 16 січня 2017          | 6 листопада 2017       |
| 42    | Джамбо Джромонтор! Отруйна змія!          | 23 січня 2017          | 7 листопада 2017       |
| 43    | Крило-Запуск!                             | 30 січня 2017          | 8 листопада 2017       |
| 44    | Битва розлючених чудиськ!                 | 6 лютого 2017          | 9 листопада 2017       |
| 45    | Спрайзен проти Вайврона!                  | 13 лютого 2017         | 10 листопада 2017      |
| 46    | Битва за першість! Волт проти Ксандера!   | 20 лютого 2017         | 13 листопада 2017      |
| 47    | Битва зірок!                              | 27 лютого 2017         | 14 листопада 2017      |
| 48    | Півфінали! Оберти проти швидкості!        | 6 березня 2017         | 15 листопада 2017      |
| 49    | Давні суперники! Луї проти Шу!            | 13 березня 2017        | 16 листопада 2017      |
| 50    | Скинути короля!                           | 20 березня 2017        | 17 листопада 2017      |
| 51    | Фінальний двобій! Вікторі Волтраєк!       | 27 березня 2017        | 20 листопада 2017      |

### Бейблейд: Вибух. Еволюція (2017—2018)
| Номер | Назва                                         | Дата показу в TV Tokyo | Дата показу в ПлюсПлюс |
| ----- | --------------------------------------------- | ---------------------- | ---------------------- |
| 1     | Новий Початок! Еволюція Волтраєка!            | 3 квітня 2017          | 20 серпня 2018         |
| 2     | Бойовий Дух! Берсерк Роктавор!                | 10 квітня 2017         | 21 серпня 2018         |
| 3     | Драйн Фафнір! Несподіванка!                   | 17 квітня 2017         | 22 серпня 2018         |
| 4     | Ураган! Темпест Вайврон!                      | 24 квітня 2017         | 23 серпня 2018         |
| 5     | Сюрприз Атака! Кінетик Сатумб!                | 1 травня 2017          | 24 серпня 2018         |
| 6     | Радикальні Зміни в Команді!                   | 8 травня 2017          | 25 серпня 2018         |
| 7     | Шлях до Вершини!                              | 14 травня 2017         | 26 серпня 2018         |
| 8     | Перший Матч сезону! Європейська Ліга!         | 21 травня 2017         | 5 вересня 2018         |
| 9     | Альтер Коґнайт! Хамелеон!                     | 28 травня 2017         | 6 вересня 2018         |
| 10    | Від'їзд Фрі!                                  | 5 червня 2017          | 7 вересня 2018         |
| 11    | Бі Сі Сол! Розділена Команда!                 | 12 червня 2017         | 8 вересня 2018         |
| 12    | Повернення Думсайзора!                        | 19 червня 2017         | 9 вересня 2018         |
| 13    | Дві Коси! Подвійний Удар!                     | 26 червня 2017         | 10 вересня 2018        |
| 14    | Атака! Максимус Ґаруда!                       | 2 липня 2017           | 11 вересня 2018        |
| 15    | Гасем! Повітряний Блейдер!                    | 9 липня 2017           | 12 вересня 2018        |
| 16    | Пошуки Шу!                                    | 16 липня 2017          | 13 вересня 2018        |
| 17    | Підземний Лабіринт!                           | 22 липня 2017          | 14 вересня 2018        |
| 18    | Темна Магія! Снейк Піт!                       | 29 липня 2017          | 15 вересня 2018        |
| 19    | Таємний Вогонь! Червоноок!                    | 5 серпня 2017          | 16 вересня 2018        |
| 20    | Нові Товариші! Нові Суперники!                | 14 серпня 2017         | 17 вересня 2018        |
| 21    | Джошуа проти Космічних Ніндзя!                | 13 серпня 2017         | 18 вересня 2018        |
| 22    | Бласт Джиніус! Закликач Ураганів!             | 22 серпня 2017         | 19 вересня 2018        |
| 23    | Арена Інфініті! Випробування Рауля!           | 29 серпня 2017         | 20 вересня 2018        |
| 24    | Світова Ліга! Початок Змагань!                | 4 вересня 2017         | 21 вересня 2018        |
| 25    | Протистояння! Сердж Екскаліус!                | 11 вересня 2017        | 22 вересня 2018        |
| 26    | Генезис Перезапуск!                           | 18 вересня 2017        | 23 вересня 2018        |
| 27    | Протистояння Світового Рівня! Своя Територія! | 25 вересня 2017        | 24 вересня 2018        |
| 28    | Вампір! Діп Кейнокс!                          | 2 жовтня 2017          | 25 вересня 2018        |
| 29    | Фортеця! Шелтер Регулус!                      | 9 жовтня 2017          | 26 вересня 2018        |
| 30    | На Зустріч Курсах! До Фіналу!                 | 16 жовтня 2017         | 27 вересня 2018        |
| 31    | Велика П'ятірка! Прорив!                      | 23 жовтня 2017         | 28 вересня 2018        |
| 32    | Неперевершенний! Потрійна Шабля!              | 30 жовтня 2017         | 29 вересня 2018        |
| 33    | Фінал Світовою Ліги!                          | 6 листопада 2017       | 30 вересня 2018        |
| 34    | На Повну! Пружинна Атака!                     | 13 листопада 2017      | 1 жовтня 2018          |
| 35    | Шлях на П'єдестал!                            | 20 листопада 2017      | 2 жовтня 2018          |
| 36    | Луїнор проти Спрайзена!                       | 27 листопада 2017      | 3 жовтня 2018          |
| 37    | Турнір Чемпіонів!                             | 4 грудня 2017          | 4 жовтня 2018          |
| 38    | Проект Реквієм! Спрайзен Звільнений!          | 11 грудня 2017         | 5 жовтня 2018          |
| 39    | Імператор Підземелля!                         | 18 грудня 2017         | 6 жовтня 2018          |
| 40    | Вклоніться! Бум Халзар!                       | 25 грудня 2017         | 7 жовтня 2018          |
| 41    | Гігінтський Молот! Твін Ноктевіс!             | 1 січня 2018           | 8 жовтня 2018          |
| 42    | Гарячий День «Бі Сі Сол»                      | 8 січня 2018           | 9 жовтня 2018          |
| 43    | Запеклі Суперники!                            | 15 січня 2018          | 10 жовтня 2018         |
| 44    | Епічна Еволюція! Удар Волтраєка!              | 22 січня 2018          | 11 жовтня 2018         |
| 45    | Спрайзен Руйнівник!                           | 29 січня 2018          | 12 жовтня 2018         |
| 46    | Без Обмежень! Фрі проти Луі!                  | 4 лютого 2018          | 13 жовтня 2018         |
| 47    | На Повну! Максимальний Заряд!                 | 11 лютого 2018         | 14 жовтня 2018         |
| 48    | Командна Робота! Вперед до Півфіналу!         | 18 лютого 2018         | 15 жовтня 2018         |
| 49    | Шалена Четвірка!                              | 25 лютого 2018         | 16 жовтня 2018         |
| 50    | Переломний Момент! Прорив!                    | 4 березня 2018         | 17 жовтня 2018         |
| 51    | Чемпіона Короновано!                          | 11 березня 2018        | 18 жовтня 2018         |

### Бейблейд: Вибух. Турбо (2018—2019)
| Номер | Назва                                       | Дата показу в TV Tokyo | Дата показу в ПлюсПлюс |
| ----- | ------------------------------------------- | ---------------------- | ---------------------- |
| 1     | Час Вмикати Турбо!                          | 2 квітня 2018          | 16 лютого 2019         |
| 2     | Ахіллес проти Форнеуса!                     | 9 квітня 2018          | 17 лютого 2019         |
| 3     | Вечірня Дуель!                              | 16 квітня 2018         | 18 лютого 2019         |
| 4     | Зі-Прорив! Уперед!                          | 23 квітня 2018         | 19 лютого 2019         |
| 5     | Турбо Матч! Волтраєк проти Луїнора!         | 30 квітня 2018         | 20 лютого 2019         |
| 6     | Зимовий Лицар! Королівська Битва!           | 7 травня 2018          | 20 лютого 2019         |
| 7     | Завіси Піднімаються! Кубок Луїнора!         | 14 травня 2018         | 20 лютого 2019         |
| 8     | Трансформація! Хіт Саламандер!              | 21 травня 2018         | 20 лютого 2019         |
| 9     | Вихор Інферно!                              | 28 травня 2018         | 20 лютого 2019         |
| 10    | Ахіллес проти Роктавора!                    | 4 червня 2018          | 25 лютого 2019         |
| 11    | Підступна Битва!                            | 11 червня 2018         | 20 лютого 2019         |
| 12    | Точно в Ціль! Арчер Геркулес!               | 18 червня 2018         | 27 лютого 2019         |
| 13    | Кубок Луїнора! Фінальна Битва!              | 25 червня 2018         | 28 лютого 2019         |
| 14    | Лютий Дракон! Брутал Луїнор!                | 2 липня 2018           | 1 березня 2019         |
| 15    | Битва Вогню! Перемогти Луї!                 | 9 липня 2018           | 2 березня 2019         |
| 16    | Епічна Подорож! Битва на Лайнері!           | 16 липня 2018          | 3 березня 2019         |
| 17    | Легендарний Меч Героя!                      | 23 липня 2018          | 4 березня 2019         |
| 18    | Корабель Привид! Пригоди у Відкритому Морі! | 30 липня 2018          | 5 березня 2019         |
| 19    | Супер Битва! Бейатлон!                      | 6 серпня 2018          | 6 березня 2019         |
| 20    | Вибухове Полум'я! Рівайв Фенікс!            | 13 серпня 2018         | 7 березня 2019         |
| 21    | Співпраця! Битва Команд!                    | 20 серпня 2018         | 8 березня 2019         |
| 22    | Потрійне Протистояння!                      | 27 серпня 2018         | 9 березня 2019         |
| 23    | Операція «Захист Бей-Зірок!»                | 3 вересня 2018         | 10 березня 2019        |
| 24    | Ахіллес проти Екскаліуса!                   | 10 вересня 2018        | 6 травня 2019          |
| 25    | Супер Дракон! Ґайст Фафнір!                 | 17 вересня 2018        | 7 травня 2019          |
| 26    | Морська Битва! Остання Подорож!             | 24 вересня 2018        | 8 травня 2019          |
| 27    | Дорога до Слави!                            | 1 жовтня 2018          | 9 травня 2019          |
| 28    | Волт проти Айґера!                          | 8 жовтня 2018          | 10 травня 2019         |
| 29    | Темний Принц! Дред Хейдіс!                  | 15 жовтня 2018         | 13 травня 2019         |
| 30    | Айґер Шаленіє!                              | 22 жовтня 2018         | 14 травня 2019         |
| 31    | Відродження! Турбо Волтраєк!                | 29 жовтня 2018         | 15 травня 2019         |
| 32    | Дред Таувер! Темна Фортеця!                 | 5 листопада 2018       | 16 травня 2019         |
| 33    | У Пастці Дред Таувер!                       | 12 листопада 2018      | 17 травня 2019         |
| 34    | Секрет Збірного Бея!                        | 19 листопада 2018      | 20 травня 2019         |
| 35    | Дух Полум'я! Турбо Спрайзен!                | 26 листопада 2018      | 21 травня 2019         |
| 36    | Всередині Темряви!                          | 3 грудня 2018          | 22 травня 2019         |
| 37    | Турбо Битва! Поєдинок в Темній Фортеці!     | 10 грудня 2018         | 11 червня 2019         |
| 38    | Переродження! Турбо Ахіллес!                | 17 грудня 2018         | 12 червня 2019         |
| 39    | Реванш Айґера! Непорушний Зв'язок!          | 24 грудня 2018         | 13 червня 2019         |
| 40    | Повелитель Вітру! Еір Найт!                 | 7 січня 2019           | 14 червня 2019         |
| 41    | Гайд проти Фая!                             | 14 січня 2019          | 17 червня 2019         |
| 42    | Королівська Битва! Герої Бейблейду!         | 21 січня 2019          | 18 червня 2019         |
| 43    | Руйнівний Владар! Дред Фенікс!              | 28 січня 2019          | 19 червня 2019         |
| 44    | Турбо Тренування! Королівство Ксав'єра!     | 4 лютого 2019          | 21 серпня 2019         |
| 45    | Турбо Тренування! Вижити у Саванні!         | 11 лютого 2019         | 22 серпня 2019         |
| 46    | У Політ! Аерозйомка!                        | 18 лютого 2019         | 23 серпня 2019         |
| 47    | Дух Полум'я проти Лорда Руйнації!           | 25 лютого 2019         | 26 серпня 2019         |
| 48    | Справжня Команда! Турбо Пробудження!        | 4 березня 2019         | 27 серпня 2019         |
| 49    | Айґер проти Фая!                            | 11 березня 2019        | 28 серпня 2019         |
| 50    | Турбо Резонанс Айґера!                      | 18 березня 2019        | 29 серпня 2019         |
| 51    | Зв'язок! Айґер проти Волта!                 | 25 березня 2019        | 30 серпня 2019         |

### Бейблейд Вибух: Зліт (2019—2020)
| Номер | Назва                                                | Дата показу в CoroCoro | Дата показу в ПлюсПлюс і BeySub Studio |
| ----- | ---------------------------------------------------- | ---------------------- | -------------------------------------- |
| 1     | Ейс Дрегон! На Зліт!                                 | 5 квітня 2019          | 16 березня 2020                        |
| 2     | Неймовірно! Бушін Ашиндра!                           | 12 квітня 2019         | 17 березня 2020                        |
| 3     | Абракадабра! Візард Фафнір!                          | 19 квітня 2019         | 18 березня 2020                        |
| 4     | З Вогню! Гліф Дрегон!                                | 26 квітня 2019         | 19 березня 2020                        |
| 5     | Дрегон проти Фафніра!                                | 3 травня 2019          | 20 березня 2020                        |
| 6     | Вибухова Швидкість! Ґліф Удар!                       | 10 травня 2019         | 21 березня 2020                        |
| 7     | Натхнення! Виклик Волту!                             | 17 травня 2019         | 22 березня 2020                        |
| 8     | Гіперово! Бей Карнавал!                              | 24 травня 2019         | 23 березня 2020                        |
| 9     | Ва-банк! Джаджмент Джокер!                           | 31 травня 2019         | 24 березня 2020                        |
| 10    | Запеклі Битви! Півфінали!                            | 7 червня 2019          | 25 березня 2020                        |
| 11    | Останній Удар!                                       | 14 червня 2019         | 26 березня 2020                        |
| 12    | Важка Сталь! Зон Луїнор!                             | 21 червня 2019         | 27 березня 2020                        |
| 13    | Бей Карнавал! Героїчний Фінал!                       | 28 червня 2019         | 28 березня 2020                        |
| 14    | Злітай до Слави! Гіпер Зліт!                         | 5 липня 2019           | 29 березня 2020                        |
| 15    | Данте проти Дельти!                                  | 12 липня 2019          | 30 березня 2020                        |
| 16    | Бей Демон! Деволос!                                  | 19 липня 2019          | 31 березня 2020                        |
| 17    | Злітай до Висот! Гармоні Пегасус!                    | 26 липня 2019          | 1 квітня 2020                          |
| 18    | Небезпечне Мистецтво! Даск Балкеш!                   | 2 серпня 2019          | 2 квітня 2020                          |
| 19    | Спалах Світла! Сяюча Сутність!                       | 9 серпня 2019          | 3 квітня 2020                          |
| 20    | Данте проти Фенга!                                   | 16 серпня 2019         | 4 квітня 2020                          |
| 21    | Битва в Небі!                                        | 23 серпня 2019         | 5 квітня 2020                          |
| 22    | Протистояння на «Острові Битв»!                      | 30 серпня 2019         | 6 квітня 2020                          |
| 23    | Обертайся! Йди далі! Вцілій!                         | 6 вересня 2019         | 6 квітня 2020                          |
| 24    | Не Підходь! Фенг проти Дельти!                       | 13 вересня 2019        | 7 квітня 2020                          |
| 25    | Фінальний Етап! Битва з Айґером!                     | 20 вересня 2019        | 7 квітня 2020                          |
| 26    | Злітай! Данте проти Айґера!                          | 27 вересня 2019        | 8 квітня 2020                          |
| 27    | Сліпуче Сяйво! Гіпер-Рух!                            | 4 жовтня 2019          | 8 квітня 2020                          |
| 28    | Турбо Битва! Айґер проти Дельти!                     | 11 жовтня 2019         | 9 квітня 2020                          |
| 29    | Вторгнення! Новий Король!                            | 18 жовтня 2019         | 9 квітня 2020                          |
| 30    | Бей Знищувач! Апокаліпс!                             | 25 жовтня 2019         | 10 квітня 2020                         |
| 31    | Відрождення! Комменд Дрегон!                         | 1 листопада 2019       | 10 квітня 2020                         |
| 32    | Битва у Пекельній Вежі!                              | 8 листопада 2019       | 11 квітня 2020                         |
| 33    | Генезис у Русі!                                      | 15 листопада 2019      | 9 травня 2023                          |
| 34    | Контратака Деволоса!                                 | 22 листопада 2019      | 10 травня 2023                         |
| 35    | Дрегон проти Апокаліпса!                             | 29 листопада 2019      | 25 липня 2023                          |
| 36    | Це Може Бути Зламано!? Безкінечна Ланцюгова Реакція! | 6 грудня 2019          | 26 липня 2023                          |
| 37    | Дреґон проти Генезиса!                               | 13 грудня 2019         | 27 липня 2023                          |
| 38    | Аврора! Суперовий-Рух!                               | 20 грудня 2019         | 29 липня 2023                          |
| 39    | Відродження! Майстер Деволос!                        | 27 грудня 2019         | 30 липня 2023                          |
| 40    | Блиск! Майстер Розбивання!                           | 3 січня 2020           | 23 вересня 2023                        |
| 41    | Супер Творіння! Екліпс Ґенезис!                      | 10 січня 2020          | 23 вересня 2023                        |
| 42    | Супер Швидкість! Супер Обертання! Супер Атака!       | 17 січня 2020          | 24 вересня 2023                        |
| 43    | Сяюча Ашиндра!                                       | 24 січня 2020          | 25 вересня 2023                        |
| 44    | Гіпер Протистояння!                                  | 31 січня 2020          | 10 жовтня 2023                         |
| 45    | Супер Пробудження Дрегона!                           | 7 лютого 2020          | 11 жовтня 2023                         |
| 46    | Чорний як Смола! Даск Гіро!                          | 14 лютого 2020         | 12 жовтня 2023                         |
| 47    | Зростання Люті! Командна Битва!                      | 21 лютого 2020         | 14 жовтня 2023                         |
| 48    | Найсильніша Формула!                                 | 28 лютого 2020         | 15 жовтня 2023                         |
| 49    | Найбільша Командна Битва в Історії!                  | 6 березня 2020         | 17 жовтня 2023                         |
| 50    | Ми, Переможці!                                       | 13 березня 2020        | 18 жовтня 2023                         |
| 51    | Гіпер Дружба! Майстер Дрегон!                        | 20 березня 2020        | 18 жовтня 2023                         |
| 52    | Гіперово! Данте проти Гвіна!                         | 27 березня 2020        | 19 жовтня 2023                         |

### Бейблейд Вибух: Сплеск (2020—2021)
| Номер | Назва                                           | Оригінальна назва                             | Дата показу в CoroCoro | Дата показу в BeySub Studio |
| ----- | ----------------------------------------------- | --------------------------------------------- | ---------------------- | --------------------------- |
| 1     | Революція Блейдингу!                            | яп. ベイブレード革命                          | 3 квітня 2020          | 20 жовтня 2023              |
| 2     | Беї Сонця! Гіперіон і Геліос!                   | яп. 太陽のベイ！ ハイペリオン＆ヘリオス！！   | 3 квітня 2020          | 21 жовтня 2023              |
| 3     | Зациклений! Блискавичний Запуск!                | яп. めざせッ スパーキングシュート！！         | 10 квітня 2020         | 22 жовтня 2023              |
| 4     | Виштовхнути Роктавора!                          | яп. ラグナルクをぶっとばせ！！                | 17 квітня 2020         | 23 жовтня 2023              |
| 5     | Наполегливість! Колосальний Удар!               | яп. 決めろッ キングストライク！               | 24 квітня 2020         | 24 жовтня 2023              |
| 6     | Випробування Кюрс Сатумба!                      | яп. 挑戦だッ カースサタン！                   | 1 травня 2020          |                             |
| 7     | Прислухайся до Голосу Бея!                      | яп. ベイの声えを聞くんだッ！                  | 8 травня 2020          |                             |
| 8     | Зустрінь Монстра: Фрі де Ла Хойя!               | яп. 怪物登場！！                              | 15 травня 2020         |                             |
| 9     | Ілюзорний Дракон! Міраж Фафнір!                 | яп. 幻竜！ ミラージュファブニル！！           | 22 травня 2020         |                             |
| 10    | Атака Не Хороша?! Атака Не Хороша!!!            | 攻撃NG！？攻撃NG！！                          | 29 травня 2020         |                             |
| 11    | Команда Мрії! Командна Битва!                   | яп. 夢のタッグバトル！！                      | 5 червня 2020          |                             |
| 12    | Шірасаґі й Міфологічний Острів Оґрів!           | 白鷺城×鬼ヶ島！                               | 12 червня 2020         |                             |
| 13    | Підкорення Острову Оґрів!                       | яп. 攻略せよッ 鬼ダンジョン！！               | 19 червня 2020         |                             |
| 14    | Шалений Шторм! Рейд Луїнор!                     | яп. 激嵐！ レイジロンギヌス！！               | 26 червня 2020         |                             |
| 15    | Найчорнюще Сонце! Векс Лушис!                   | яп. 漆黒の太陽！ バリアントルシファー！！     | 3 липня 2020           |                             |
| 16    | Бар'єр! Неприємна Стіна!                        | яп. 結界！ バリアントウォール！！             | 10 липня 2020          |                             |
| 17    | Це Сон?! Чи Це Все Кошмар?!                     | 天国！？地獄！！                              | 17 липня 2020          |                             |
| 18    | Пора Злітати!                                   | яп. ガチが来たッ！！                          | 24 липня 2020          |                             |
| 19    | Злинай до Перемог! Тріумф Дреґон!               | яп. 嵐竜！ テンペストドラゴン！！             | 31 липня 2020          |                             |
| 20    | Спалах Тиранії: Лейн!                           | яп. 暴虐の炎 レーン！！                       | 7 серпня 2020          |                             |
| 21    | Велична Революція! Фестиваль Легенд!            | яп. 革命激震！！ レジェンドフェスティバル！！ | 14 серпня 2020         |                             |
| 22    | Час Турбо! Інфініт Ахіллес!                     | яп. 超ゼツ！ インフィニットアキレス！！       | 21 серпня 2020         |                             |
| 23    | Х'юґа та Лейн проти Хікару й Айґера!            | яп. ヒュウガ＆レーン VS ヒカル＆アイガ！！    | 28 серпня 2020         |                             |
| 24    | Божественна Битва Дружби!                       | яп. 友情の神バトル！                          | 4 вересня 2020         |                             |
| 25    | Справжній Герой! Стиль Командної Битви!         | яп. 漢のタッグバトル！                        | 11 вересня 2020        |                             |
| 26    | Зліт проти Турбо!                               | яп. ガチVS超ゼツ！！                          | 18 вересня 2020        |                             |
| 27    | Слід Перемогти! Йдучи Ва-Банк!                  | яп. 勝ち抜けッ ギュギュギューン！             | 25 вересня 2020        |                             |
| 28    | Сильний та Непереможний проти Нового Покоління! | яп. 最強無敵 VS 新世代！！                    | 2 жовтня 2020          |                             |
| 29    | Здолати Волта!                                  | яп. バルトを倒せ！！                          | 9 жовтня 2020          |                             |
| 30    | Вибухова Битва!                                 | яп. 爆炎の死闘！！                            | 16 жовтня 2020         |                             |
| 31    | Гранд-Фінал! Волт проти Лейна!                  | яп. 決勝！ バルトVSレーン！！                 | 23 жовтня 2020         |                             |
| 32    | Прорив Меж! Гіперіон і Геліос!                  | яп. 限界突破！ ハイペリオン＆ヘリオス！！     | 30 жовтня 2020         |                             |
| 33    | Дух Вогню! Ворлд Спрайзен!                      | яп. 紅蓮の鬼神！ ワールドスプリガン！！       | 6 листопада 2020       |                             |
| 34    | Командне Зіткнення! Волт і Шу!                  | яп. タッグ対決！ バルト＆シュウ！！           | 13 листопада 2020      |                             |
| 35    | Контратака! Лушис Кінцевоносник!                | яп. 逆襲のルシファージエンド！！              | 20 листопада 2020      |                             |
| 36    | Комп'ютер! Віртуальний Бейблейд!                | яп. 電脳！ ベイブレードバーチャル！！         | 27 листопада 2020      |                             |
| 37    | Команда Для Змагань! Суперпартнер!              | яп. 最高のタッグパートナー！！                | 4 грудня 2020          |                             |
| 38    | Розпочалось! Суперкомандна Ліга!                | яп. 開幕！ レジェンドスーパータッグリーグ！！ | 11 грудня 2020         |                             |
| 39    | Шалена Битва! Здолати Бурю!                     | яп. 攻略！ アルティメットストーム！！         | 18 грудня 2020         |                             |
| 40    | Удар! Сутичка Їхніх Зв'язків!                   | яп. 衝突！ それぞれの絆！！                   | 25 грудня 2020         |                             |
| 41    | Удар та Сутичка! Битва Легенд!                  | яп. 白熱のレジェンドバトル！                  | 1 січня 2021           |                             |
| 42    | Вогонь, Спалах! Іскра!!                         | яп. 燃やせ炎！ ピターーッ！！                 | 8 січня 2021           |                             |
| 43    | Удар По Своєму Ж?! Заключний Прорив Меж!        | яп. 同士討ち！？ リミットブレイクジエンド！！ | 15 січня 2021          |                             |
| 44    | Тренування Суперрівня! Джет Вайврон!            | яп. 限界特訓！ ジェットワイバーン！！         | 22 січня 2021          |                             |
| 45    | Жаркий Бій! Безстрашна Хоробрість!              | яп. 灼熱！漢気！ガチバトル！                  | 29 січня 2021          |                             |
| 46    | Шалений Шторм! Тріумфальний Рейд!               | яп. 狂嵐！ レイジングテンペスト！！           | 5 лютого 2021          |                             |
| 47    | Ми Зможемо Це Зробити! А Може й Ні!             | яп. ピターーッができない！！                  | 12 лютого 2021         |                             |
| 48    | Узи Між Беями!                                  | яп. ベイの絆！！                              | 19 лютого 2021         |                             |
| 49    | Впевненість! Боягузтво? Безтурботність?!        | яп. 強気！弱気？ノー天気！？                  | 26 лютого 2021         |                             |
| 50    | Переступи Через Свої Межі! Здолай Легенд!       | яп. 超えろ！ レジェンドの壁！！               | 5 березня 2021         |                             |
| 51    | Революція! Остання Іскра!                       | яп. 革命だ！最終決戦！！                      | 12 березня 2021        |                             |
| 52    | Знищ Свої Межі! Наше Полум'я!                   | яп. 限界突破！俺たちの太陽！！                | 19 березня 2021        |                             |

### Бейблейд Вибух: КвадДрайв (2021—2022)[b]
| Номер | Назва                                                                             | Оригінальна назва                                | Дата показу в CoroCoro |
| ----- | --------------------------------------------------------------------------------- | ------------------------------------------------ | ---------------------- |
| 1     | Темний Принц! І Дестракшен Белфайєр!                                              | яп. 魔王！ ダイナマイトベリアル！！              | 2 квітня 2021          |
| 2     | Белфайєр проти Луїнора!                                                           | яп. 魔王VS絶対王者                               | 2 квітня 2021          |
| 3     | Кладовище Беїв! Фантомні Ворота!                                                  | яп. ベイの墓場！ 魔界の門！！                    | 9 квітня 2021          |
| 4     | Шторм та Завірюха! Циклон Роктавор!                                               | яп. 疾風怒涛！ サイクロンラグナルク！！          | 16 квітня 2021         |
| 5     | Зміна Режимів! Високий та Низький!                                                | яп. モードチェンジ！ ハイ＆ロー！！              | 23 квітня 2021         |
| 6     | Суперник та Аміґо!                                                                | яп. ライバルとアミーゴ！！                       | 30 квітня 2021         |
| 7     | Театр Безодні! Бел проти Волта!                                                   | яп. 魔界劇場！ ベルVSバルト！！                  | 7 травня 2021          |
| 8     | Контратака! Руйнівний Бомбер!                                                     | яп. 逆襲！ ダイナマイトボンバー！！              | 14 травня 2021         |
| 9     | Король Демонів Ступає На Світовує Арену!                                          | яп. 魔王ッ世界に翔ぶ！！                         | 21 травня 2021         |
| 10    | Самотній Ваніш Фафнір!                                                            | яп. 孤高のバニッシュファブニル！！               | 28 травня 2021         |
| 11    | Інший Волтраєк!                                                                   | яп. もうひとつのヴァルキリー！！                 | 4 червня 2021          |
| 12    | Оновлення Версії Белфайєра!                                                       | яп. 改造強化ベリアル！！                         | 11 червня 2021         |
| 13    | Зворотня Стратегія! Белфайєр проти Фафніра!                                       | яп. 逆転作戦！ ベリアルVSファブニル！！          | 18 червня 2021         |
| 14    | Вибуховий Меч! Селвейдж Волтраєк!                                                 | яп. 爆剣！ セイバーヴァルキリー！！              | 25 червня 2021         |
| 15    | Крик Злющого Дракона! Роар Балкеш!                                                | яп. 邪竜の咆哮、ロアバハムート！                 | 2 липня 2021           |
| 16    | Ударне Пробудження! Волтраєк проти Волтраєка!                                     | яп. 激突覚醒！ ヴァルキリーVSヴァルキリー！！    | 9 липня 2021           |
| 17    | Летюча КвадроДрайв Битва!                                                         | яп. 空飛ぶ爆裂バトルツアー！                     | 16 липня 2021          |
| 18    | Землетрус на Священних Місцях! Битва Академії Бейґома!                            | яп. 聖地激震！ 米駒学園の闘い！！                | 23 липня 2021          |
| 19    | Нова Битва! Рашад проти Бела!                                                     | яп. 新星激突！ ベルVSラシャド！！                | 30 липня 2021          |
| 20    | Багряна Суперзірка: Астрал Спрайзен!                                              | яп. 紅の超星！！                                 | 6 серпня 2021          |
| 21    | Король Демонів Атакує! Бел проти Фрі!                                             | яп. 魔王襲撃！ ベルVSフリー！！                  | 13 серпня 2021         |
| 22    | Королівська Битва Оніґасіми!                                                      | яп. 鬼ヶ島、バトルロイヤル！！                   | 20 серпня 2021         |
| 23    | Король Демонів Стає Слугою!                                                       | яп. 魔王、召使いになる！！                       | 27 серпня 2021         |
| 24    | Багряний Танок! Магма Іфритор!                                                    | яп. 真紅の舞！マグマイフリート！！               | 3 вересня 2021         |
| 25    | Тиранія Восьмиголового Дракона! Ґилті Луїнор!                                     | яп. 八竜の暴君！ギルティロンギヌス！！           | 10 вересня 2021        |
| 26    | Битва на Верхівці Оніґасіми!                                                      | яп. 鬼ヶ島頂上決闘！！                           | 17 вересня 2021        |
| 27    | Великий Наступ Плавучого Короля Демонів!                                          | яп. 浮かれ魔王の大進撃！                         | 24 вересня 2021        |
| 28    | Вирішальна Повітряна Сутичка! КвадроДрайв!                                        | яп. 空中決戦！ダイナマイトバトル！！             | 1 жовтня 2021          |
| 29    | Повернення Короля Демонів! Денджероус Белфайєр!                                   | яп. 魔王復活！デンジャラスベリアル！！           | 8 жовтня 2021          |
| 30    | Верховний Король Сходження Світла!                                                | яп. 光の覇王降臨！！                             | 15 жовтня 2021         |
| 31    | Гало! Ґлорі Реґнар!                                                               | яп. 光輪！グレイテストラファエル！！             | 22 жовтня 2021         |
| 32    | Король Демонів проти Верховного Короля! Вирішальний Бій для Найсильнішої Команди! | яп. 魔王VS覇王！最強チーム決定戦！！             | 29 жовтня 2021         |
| 33    | Зворот! Зворот! Велична Контратака!                                               | яп. 逆転！逆転！！大逆襲！！！                   | 5 листопада 2021       |
| 34    | 3-ій Раунд! Королівська Битва!                                                    | яп. 3rd ROUND！総力戦！！                        | 12 листопада 2021      |
| 35    | Король Демонів, Покидає Команду?!                                                 | яп. 魔王、チーム脱退！？                         | 19 листопада 2021      |
| 36    | Гаряча Битва на Другому Етапі!                                                    | яп. 燃えるぜッ！下剋上バトル！！                 | 26 листопада 2021      |
| 37    | Лють! Величний Маятник!                                                           | яп. 激怒！振り子地獄！！                         | 3 грудня 2021          |
| 38    | Суперзв'язок! Новий Волтраєк!                                                     | яп. 究極の絆！アルティメットヴァルキリー！！     | 10 грудня 2021         |
| 39    | Безрозсудна паніка! Оновлений лаунчер                                             | яп. 暴走パニック！フルカスタムベイランチャー！！ | 17 грудня 2021         |
| 40    | Високо-низько! Гібридна арена                                                     | яп. ハイ＆ロー！ハイブリッドスタジアム！！       | 24 грудня 2021         |
| 41    | Фенікс! Видатний Фенікс                                                           | яп. 不死鳥！プロミネンスフェニックス！！         | 31 грудня 2021         |
| 42    | Небезпечно! Вибуховий прорив                                                      | яп. デンジャラス！爆裂突破なのだ！！             | 7 січня 2022           |
| 43    | Дикий багряний танець! Видатний Шейкер                                            | яп. 紅蓮乱舞！プロミネンスシェイカー！！         | 14 січня 2022          |
| 44    | Щит-пастка ненависті                                                              | яп. 憎しみのシールドトラップ！！                 | 21 січня 2022          |
| 45    | Ідеальний Механізм! Переслідуйте Фенікса!!                                        | яп. 完全パーフェクトギア！不死鳥を追え！！       | 28 січня 2022          |
| 46    | Пекуче! Битва з Верховним королем                                                 | яп. 灼熱！覇王との死闘バトル！！                 | 4 лютого 2022          |
| 47    | Великий галас! Ворота пекла                                                       | яп. 大波乱！魔界の門！！                         | 11 лютого 2022         |
| 48    | Мій товариш! Екстремальна битва!                                                  | яп. 俺の相棒！エクストリームバトル！！           | 18 лютого 2022         |
| 49    | Чудове зіткнення! Бомбер і Гало                                                   | яп. 大激突！爆撃と光輪！！                       | 25 лютого 2022         |
| 50    | Зв‘язки! Волт проти Рашада                                                        | яп. 絆！バルトVSラシャド！！                     | 4 березня 2022         |
| 51    | Небезпечний проти Кращого!                                                        | яп. 魔王デンジャラスVS覇王                       | 11 березня 2022        |
| 52    | Вибух! Фінальна битва                                                             | яп. 爆裂！ファイナルバトル！！                   | 18 березня 2022        |

## Дубляж
| Персонаж | Український дубляж            |
| --- | ----------------------------- |
| Волт Аой | Арсен Шавлюк                  |
| Данте Кор'ю | Дем'ян Шиян                   |
| Рантаро Кіяма, Ксав'єр Боґард, Фай, Кліо Делон, Фумія Кіндо                                                                                   | Олександр Погребняк           |
| Наокі Мінамо, Кайл Хакім, Тред Васкез, Блінт ДеВой, Юкіо Кібукі (16-20 серії), Дайґо Куроґамі (1-20 серії, 2 сезон)                           | Андрій Федінчик               |
| Кен Мідорі, Вакія Мурасакі, Ранджіро Кіяма, Курт, виконавець пісні у заставці (1-2, 4 сезони), виконавець фрагмента заставки в половині серії | Павло Скороходько             |
| Айґер Акабане, Квон Лімон, Юкіо Кібукі (21-51 серії), Рен Ву, Дайґо (21-51 серії)                                                             | Андрій Соболєв                |
| Шу Куренай, Закарі Реканеґуро, Луї Шіросаґі, Дайґо Куроґамі (101 серія), Бен Азукі, Армен Кусаба.                                             | Юрій Кудрявець                |
| Куза, Тобішуке | Віктор Григор'єв              |
| Оповідач (1-2 сезони), Фрі де Ла Хоя (101 серія)                                                                                              | Сергій Могилевський           |
| Боа, Фрі де Ла Хоя, Фубукі Суміє, Каунд Найтфелл, Джо Лазур, Дельта (зі 177 серії), Рефері (36-37 серії)                                      | Олександр Солодкий            |
| Сайлас Карлайл, Гайд, Курт (3 сезон) | Дмитро Рассказов-Тварковський |
| Лодін Хайджима, Деволос | Михайло Жонін                 |
| Рауль | Андрій Альохін                |
| Акіра Яматоґа, Лабан Ваннот, Кіт Лопез (2 сезон)                                                                                              | Лідія Муращенко               |
| Кріс, Кіт (101 серія), Така Кусаба, Ріота Куроґамі                                                                                            | Катерина Буцька               |
| Стен, Хей-джин-О, Ахіллес (3 сезон), Сайлас (101 серія), Рауль (101 серія), Теодор Ґлас (Ештем)                                               | Роман Чорний                  |
| Ксандер, Джошуа, Ріксон, Ходжі (1 сезон) Волтраєк                                                                                             | Михайло Тишин                 |
| Коментатор Ханамі (2 сезон), Норман, Кенто Аоі (Батько Волта), оповідач (3, 4 сезони), Дреґон                                                 | Ярослав Чорненький            |
| Орочі, Юґо, Ґейб, Ходжі Конда (2 сезон) | Дмитро Завадський             |
| Коментатор Ханамі (1, 3 сезон), Ґасем, оповідач (2, 4 сезон), Рефері                                                                          | Андрій Твердак                |
| Дженґо, Суо Ґенджі, Рефері (4 сезон) | Денис Жупник                  |
| Дельта Закуро (до 176 серії) | Євген Локтіонов               |
| Ахіллес (4 сезон), Артур Переґрін | Дмитро Терещук                |
| Тайґа Акабане, Івел | Олесь Гімбаржевський          |
| Сіроок, Танґо Кор'ю | Євген Пашин                   |
| Токо Аоі, Шаса, Малий Гайд, Фенґ Гоуп | Анастасія Жарнікова           |
| Канна Акабане, Малий Фай, Ґвін Рейнолдс | Юлія Перенчук                 |
| Ніка Аой | Єлизавета Зіновенко           |
| Ічіка Кіндо | Оксана Лук'яненко             |
| Кіт Лопез (3 сезон) | Анна Дончик                   |
| Данте Кор'ю (184 серія) | Кирило Сузанський             |
| Виконавець пісні у заставці (3 сезон) | Данило Марійко                |

## Музика (опенінги)

### 1 сезон
- Японською — «Вибуховий Фініш» заспівав: Тацуюкі Кобаяші
- Англійською — «Наш Час» заспівав: Стівен Аллерік Чен
- Українською — «Наш Час» заспівав: Павло Скороходько

### 2 сезон
- Японською — «Еволюційний Вибух»
- Англійською — «Еволюція»
- Українською — «Еволюція» заспівав: Павло Скороходько

### 3 сезон
- Японською — «Супер-Зі Нерозкриті Блейдери» заспівав: Рйосуке Сасакі
- Англійською — «Бейблейд Вибух Турбо» заспівав: Натан Шарп
- Українською — «Бейблейд Вибух Турбо» заспівав: Данило Марійко

### 4 сезон
- Японською — «Ґачі'н'ролл»
- Англійською — «Зліт Зліт Бейблейд Вибух Зліт» заспівав Джонатан Янг
- Українською — «Зліт Зліт Бейблейд Вибух Зліт» заспівав: Павло Скороходько

### 5 сезон
- Японською — «Іскрова Революція»
- Англійською — «Крутимось Ми» заспівав Конред ОлдМоні і Джонні Ґр4йвс

### 6 сезон
- Японською — «Сутичка! Динамітна Битва» заспівав NORISTRY (Творча вечірка Ahava / Miracle Basu)
- Англійською — «Ми — Повстанці» виконав Натан Шарп (також відомий у медіа, як NateWantsToBattle)

### 7 сезон
- Англійською — «Тьма Стане Яскравіш», виконав гурт Our Last Night